# I Need You (canção de The Beatles)
"I Need You" é uma canção composta por George Harrison e gravada pela banda britânica The Beatles. Foi lançada no álbum Help!, de 1965. É a segunda canção de George Harrison que a banda lançou depois de 2 álbuns sem nenhuma composição de Harrison. A canção foi executada no segundo filme dos Beatles, Help!, de 1965.

## Recepção
Entre os biógrafos dos Beatles, Jonathan Gould descreve "I Need You" como uma "modesta e suave canção de amor" que soava "muito parecida com os esforços de outros compositores contemporâneos para escrever no estilo de Lennon e McCartney".  Na opinião de Mark Hertsgaard, a faixa é "uma melodia pop cativante" que mostrou como Harrison "agora havia amadurecido no tipo de compositor agradavelmente estilizado, embora inócuo, que Lennon e McCartney foram em seus primórdios". De acordo com Alan Clayson, "apesar de todo o seu libreto simplista e suspensões à la 'One Heart Between Two'", a canção era "mais imediatamente atraente" do que algumas das canções de Lennon-McCartney em Help!
Escrevendo na edição de 2004 do The Rolling Stone Album Guide, Rob Sheffield descreveu "I Need You" e "You Like Me Too Much" como "as melhores canções de George conhecidas pelo homem". Ele enxergou Help! como o "grande passo adiante" da banda na exploração de temas como "dúvida, solidão, alienação, desejo sexual adulto" e disse que para a persona de Harrison em relação a Lennon e McCartney, "o Quieto ficou Inteligente e Bonito". Por outro lado, John Bergstrom, editor da PopMatters, incluiu a música em sua lista de 2009 intitulada "as piores dos Beatles". Ele disse que "I Need You" justificava declarações feitas posteriormente por Lennon, McCartney e Martin de que até o final da carreira dos Beatles, a presença de Harrison na composição era limitada de acordo com seu talento e experiência, e ele criticou os vocais de Harrison na faixa como "planos e hesitantes, mesmo que a letra apaixonada seja sincera" e seu uso do pedaleira como rudimentar.
Analisando o Help! remasterizado no mesmo ano, para a revista Paste, Mark Kemp disse que "Harrison surge aqui como um compositor formidável, assumindo o centro do palco em 'I Need You' e 'You Like Me Too Much'". De acordo com Stephen Thomas Erlewine, da AllMusic, embora as duas composições de Harrison empalideçam ao lado das canções de Lennon e McCartney no álbum, "elas se mantêm contra muitos de seus pares pop britânicos".

## Créditos
- George Harrison - Vocal, violão, guitarra de doze cordas.
- John Lennon - Vocal harmônico, caixa
- Paul McCartney - Vocal harmônico, baixo
- Ringo Starr - Bateria, percussão no violão, cowbell

## Sources
- Badman, Keith (2001). The Beatles Diary Volume 2: After the Break-Up 1970–2001. London: Omnibus Press. ISBN 978-0-7119-8307-6
- Brackett, Nathan; Hoard, Christian, eds. (2004). The New Rolling Stone Album Guide. New York, NY: Fireside/Simon & Schuster. ISBN 0-7432-0169-8
- Bray, Christopher (2014). 1965: The Year Modern Britain Was Born. London: Simon & Schuster. ISBN 978-1-84983-387-5
- Clayson, Alan (2003). George Harrison. London: Sanctuary. ISBN 1-86074-489-3
- Everett, Walter (2001). The Beatles as Musicians: The Quarry Men through Rubber Soul. New York, NY: Oxford University Press. ISBN 0-19-514105-9
- Fremaux, Stephanie (2018). The Beatles on Screen: From Pop Stars to Musicians. New York, NY: Bloomsbury Academic. ISBN 978-1-5013-2713-1
- Glynn, Stephen (2013). The British Pop Music Film: The Beatles and Beyond. Basingstoke, UK: Palgrave Macmillan. ISBN 978-0-230-39222-9
- Gould, Jonathan (2007). Can't Buy Me Love: The Beatles, Britain and America. London: Piatkus. ISBN 978-0-7499-2988-6
- Hertsgaard, Mark (1996). A Day in the Life: The Music and Artistry of the Beatles. London: Pan Books. ISBN 0-330-33891-9
- Inglis, Ian (2010). The Words and Music of George Harrison. Santa Barbara, CA: Praeger. ISBN 978-0-313-37532-3
- Jackson, Andrew Grant (2015). 1965: The Most Revolutionary Year in Music. New York, NY: Thomas Dunne Books. ISBN 978-1-250-05962-8
- Leng, Simon (2006). While My Guitar Gently Weeps: The Music of George Harrison. Milwaukee, WI: Hal Leonard. ISBN 978-1-4234-0609-9
- Lewisohn, Mark (2005) [1988]. The Complete Beatles Recording Sessions: The Official Story of the Abbey Road Years 1962–1970. London: Bounty Books. ISBN 978-0-7537-2545-0
- MacDonald, Ian (1998). Revolution in the Head: The Beatles' Records and the Sixties. London: Pimlico. ISBN 978-0-7126-6697-8
- Miles, Barry (2001). The Beatles Diary Volume 1: The Beatles Years. London: Omnibus Press. ISBN 0-7119-8308-9
- Pedler, Dominic (2003). The Songwriting Secrets of the Beatles. London: Omnibus Press. ISBN 978-0-7119-8167-6
- Robertson, John (2002). «Help!: The End of the Beginning». Mojo Special Limited Edition: 1000 Days That Shook the World (The Psychedelic Beatles – April 1, 1965 to December 26, 1967). London: Emap. pp. 10–17
- Rodriguez, Robert (2010). Fab Four FAQ 2.0: The Beatles' Solo Years, 1970–1980. Milwaukee, WI: Backbeat Books. ISBN 978-1-4165-9093-4
- Ryan, Kevin; Kehew, Brian (2006). Recording the Beatles: The Studio Equipment and Techniques Used to Create Their Classic Albums. Houston, TX: Curvebender Publishing. ISBN 0-9785200-0-9
- Savage, Jon (2015). 1966: The Year the Decade Exploded. London: Faber & Faber. ISBN 978-0-571-27763-6
- Sheffield, Rob (2017). Dreaming the Beatles: The Love Story of One Band and the Whole World. New York, NY: HarperCollins. ISBN 978-0-06-220765-4
- Tillery, Gary (2011). Working Class Mystic: A Spiritual Biography of George Harrison. Wheaton, IL: Quest Books. ISBN 978-0-8356-0900-5
- Turner, Steve (1999). A Hard Day's Write: The Stories Behind Every Beatles Song. New York, NY: Carlton/HarperCollins. ISBN 0-06-273698-1
- Unterberger, Richie (2006). The Unreleased Beatles: Music & Film. San Francisco, CA: Backbeat Books. ISBN 978-0-87930-892-6
- Winn, John C. (2008). Way Beyond Compare: The Beatles' Recorded Legacy, Volume One, 1962–1965. New York, NY: Three Rivers Press. ISBN 978-0-307-45239-9
- Womack, Kenneth (2017). Maximum Volume: The Life of Beatles Producer George Martin – The Early Years, 1926–1966. Chicago, IL: Chicago Review Press. ISBN 978-1-61373-189-5